# Carsten Norgaard
Carsten Norgaard est un acteur et producteur danois né en 1963 à Frederiksberg (Danemark).

## Filmographie

### Comme acteur
- 1988 : The Fruit Machine : Dolphin Man
- 1990 : The Strange Affliction of Anton Bruckner (TV) : Hans
- 1989 : The Manageress (série TV) : Brian Scherfig (1990)
- 1991 : Une affaire d'honneur (Prisoner of Honor) (TV) : Col. von Schwartzkoppen
- 1992 : Tales from Hollywood (TV) : Young Man
- 1994 : Les Petits champions 2 (D2: The Mighty Ducks) : Coach Wolf Stansson
- 1995 : Out of Annie's Past (TV) : Lev Petrovich
- 1996 : The Spartans
- 1996 : Red Shoe Diaries 6: How I Met My Husband (vidéo) : (segment "Midnight Bells")
- 1996 : L'Anneau de Cassandra (The Ring) (TV) : Capt. Manfred Von Tripp
- 1997 : L'Antre de Frankenstein (House of Frankenstein 1997) (TV) : Williger
- 1998 : Soldier : Green
- 1999 : David and Lola : Liam
- 2000 : Soleil de cendre (Missing Pieces) (TV) : Reinhardt
- 2001 : The Gristle : Race
- 2003 : Gods and Generals : Maj. Gen. Darius Nash Couch
- 2004 : Alien vs. Predator (AVP: Alien vs. Predator) : Rusten Quinn
- 2006 : End Game : Arman
- 2011 : Les Trois Mousquetaires (The Three Musketeers) : Jussac
- 2013 : Air Force One ne répond plus (Air Force One is Down) (TV) : Kosinski
- 2015 : The Man in the High Castle : colonel Rudolph Wegener
- 2021 : American Traitor: The Trial of Axis Sally de Michael Polish

### Comme producteur
- 2001 : The Gristle